# Franske film fra 2010
Franske film fra 2010
Filmåret 2010 i Frankrig bød på 585 film.

## De mest sete i Frankrig
Af dem var de 20 mest sete disse :
| Originaltitel                                   | Dansktitel                           | Instruktør                     | Entreindtægter (EUR) i EU |
| ----------------------------------------------- | ------------------------------------ | ------------------------------ | ------------------------- |
| Rien à déclarer                                 |                                      | Dany Boon                      | 9.954.148                 |
| Les petits mouchoirs                            | Små hvide løgne                      | Guillaume Canet                | 6.355.570                 |
| L'arnacoeur                                     | Heartbreaker                         | Pascal Chaumeil                | 4.879.736                 |
| Des hommes et des dieux                         | Om guder og mænd                     | Xavier Beauvois                | 4.791.005                 |
| The Ghost Writer                                | Skyggen                              | Roman Polanski                 | 4.642.147                 |
| Camping 2                                       | Camping 2                            | Fabien Onteniente              | 4.096.962                 |
| Potiche                                         | Trofæfruen                           | François Ozon                  | 3.889.044                 |
| Arthur et la guerre des deux mondes             | Arthur 3 - de to verdener            | Luc Besson                     | 3.815.418                 |
| La rafle                                        | Beslutningen                         | Rose Bosch                     | 3.106.215                 |
| Les femmes du 6ème étage                        | Kvinderne på sjette sal              | Philippe Le Guay               | 3.085.563                 |
| Les aventures extraordinaires d'Adèle Blanc-Sec | Adèle and the Secret of the Mummy    | Luc Besson                     | 2.278.621                 |
| La tête en friche                               | Mine eftermiddage med Margueritte    | Jean Becker                    | 2.206.144                 |
| Elle s'appelait Sarah                           | De kaldte hende Sarah                | Gilles Paquet-Brenner          | 1.711.186                 |
| Les émotifs anonymes                            | Anonyme romantikere                  | Jean-Pierre Améris             | 1.696.281                 |
| Le mac                                          |                                      | Pascal Bourdiaux               | 1.592.821                 |
| L'immortel                                      | 22 Bullets                           | Richard Berry                  | 1.587.955                 |
| Gainsbourg (Vie héroïque)                       | Gainsbourg - manden, musikken, myten | Joann Sfar                     | 1.572.266                 |
| Tout ce qui brille                              |                                      | Hervé Mimran/Géraldine Nakache | 1.440.166                 |
| La chance de ma vie                             |                                      | Nicolas Cuche                  | 1.409.170                 |

I Danmark udkom yderligere disse film:
| Originaltitel        | Dansktitel          | Instruktør                       | Entreindtægter (EUR) i EU |
| -------------------- | ------------------- | -------------------------------- | ------------------------- |
| Un balcon sur la mer | Huset ved havet     | Nicole Garcia                    | 1.074.125                 |
| Copie conforme       | Mødet i Toscana     | Abbas Kiarostami                 | 739.298                   |
| L'âge de raison      | Brev fra barndommen | Yann Samuell/André-Paul Ricci    | 588.177                   |
| Une vie de chat      | En Kat i Paris      | Jean-Loup Felicioli/Alain Gagnol | 554.101                   |